# ألعاب القوى في الألعاب الأولمبية الصيفية 2024 – سباق 100 متر للسيدات
أقيمت منافسات سباق 100 متر للسيدات في دورة الألعاب الأولمبية الصيفية 2024 في أربع جولات في ستاد دو فرانس في باريس، فرنسا، يومي 2 و3 أغسطس 2024. كانت هذه هي المرة الثالثة والعشرين التي تقام فيها منافسات سباق 100 متر للسيدات في دورة الألعاب الأولمبية الصيفية. تأهل ما مجموعه 40 رياضيًا للحدث حسب معيار الدخول أو التصنيف. فازت جوليان ألفريد البالغة من العمر 23 عامًا بأول ميدالية أولمبية لسانت لوسيا على الإطلاق بعد فوزه بالميدالية الذهبية في النهائي.

## ملخص
كان هناك الكثير من المرشحات للفوز في سباق 100 متر للسيدات، لكن البطلة المدافعة عن اللقب مرتين، والمرتبة الثانية على الإطلاق إلين طومسون هيراه، لم تتمكن من الدفاع عن ألقابها الأولمبية لعامي 2016 و2020، حيث أجبرتها إصابة في وتر العرقوب على الانسحاب من التجارب الأولمبية الجامايكية، وبالتالي لم يسمح لها بالتأهل لهذه الألعاب؛ انسحبت الحائزة على الميدالية البرونزية شيريكا جاكسون بعد تعرضها لتشنج في سباق تحضيري في المجر "لحماية جسدي" من أجل حدثها الأساسي، 200 متر؛ حققت المفاجأة الجامعية الأمريكية جاسيوس سيرز أسرع وقت في العام لأكثر من شهرين، وأصيبت في بطولة مؤتمر الجنوب الشرقي ولم تتمكن من التأهل للتجارب الأمريكية.
فازت بطلة العالم الحالية شا كاري ريتشاردسون، التي تعادلت مع جاكسون في المرتبة السادسة على الإطلاق، بالتجارب الأمريكية. فازت المراهقة تيا كلايتون بالتجارب الجامايكية متقدمة على المصنفة الثالثة على الإطلاق، شيلي آن فريزر برايس البالغة من العمر 37 عامًا. عادت المتنافسة الدائمة، ماري جوزيه تا لو سميث، المصنفة الثامنة على الإطلاق، المؤهلة الآن لقسم الماسترز وهي تبلغ من العمر 35 عامًا. وقبل شهرين من الألعاب الأولمبية، تعادل بطل الرابطة الوطنية لرياضة الجامعات مرتين السابق جوليان ألفريد في المركز 23 على الإطلاق.
كانت هناك جولة تمهيدية مبكرة لإعطاء الرياضيين الذين يمثلون دولًا ليس لديها رياضي مؤهل فرصة للمنافسة. لم يتقدم أي متأهلين تمهيديين من التصفيات. ركض المخضرمون بسرعة في الجولة الأولى، وسجلت تا لو سميث أسرع وقت بـ 10.87 مع تعادل فريزر برايس مع داريل نيتا في أسرع وقت تالٍ بـ 10.92. في الدور نصف النهائي، لم تظهر فريزر برايس على خط البداية بسبب إصابة غير معلنة. سجلت ألفريد أسرع وقت تأهيلي 10.84، وتقاسم ريتشاردسون وكلايتون أفضل وقت بعد ذلك 10.89.
في المباراة النهائية، انطلقت ألفريد بسرعة، حيث أخذت تسارعها السريع تقدمًا واضحًا في أول 10 أمتار. بجانبها، تخلت ريتشاردسون عن 0.08 في وقت رد الفعل، مما جعلها في المركز الأخير في نفس النقطة. مع توسع ألفريد في تقدمها، تشكل صف من الملاحقين عبر المضمار؛ موجينجا كامبونجي وكلايتون وميليسا جيفرسون ونيتا. كانت تا لو سميث تكافح وتوقفت عن الجري بفارق 40 مترًا. كانت ريتشاردسون في حالة جريها وبدأت في اصطياد المتسابقين من الخلف. تجاوزت ريتشاردسون الصف، ولا تزال تركز على ألفريد لكن الفجوة كانت كبيرة جدًا لتعويضها. أوقفت الطاقة وانزلقت في الخطوات الثلاث الأخيرة. تمكنت جيفرسون من الانفصال عن الآخرين لتحتل المركز الثالث بوضوح. سجلت ألفريد أفضل رقم شخصي لها، 10.72 ثانية؛ وهو رقم قياسي وطني وأول ميدالية ذهبية على الإطلاق لسانت لوسيا. دفعها وقتها إلى التعادل مع تا لو في المركز الثامن في التاريخ.

## الخلفية
كان سباق 100 متر للسيدات حاضرًا في برنامج ألعاب القوى الأوليمبي منذ عام 1928. ويعتبر سباق 100 متر أحد الأحداث المميزة في الألعاب الأوليمبية ومن بين المسابقات الأكثر شهرة في الألعاب. وهو سباق 100 متر الأكثر شهرة على مستوى النخبة وأقصر مسابقة عدو سريع في الألعاب الأوليمبية.
| الرقم القياسي         | الرياضي (الأمة)                                  | الوقت (ث) | الموقع                         | التاريخ       |
| --------------------- | ------------------------------------------------ | --------- | ------------------------------ | ------------- |
| الرقم القياسي العالمي | فلورنس غريفيث جوينر (الولايات المتحدة الأمريكية) | 10.49     | إنديانابوليس، الولايات المتحدة | 16 يوليو 1988 |
| السجل الأولمبي        | إلين ثومبسون (جامايكا)                           | 10.61     | طوكيو، اليابان                 | 31 يوليو 2021 |
| الرائدة عالميًا        | شاكاري ريتشاردسون (الولايات المتحدة الأمريكية)   | 10.71     | يوجين، الولايات المتحدة        | 22 يونيو 2024 |

| أرقام قياسية للمنطقة                                             | رياضي (دولة)                                     | زمن (ثوانٍ) |
| ---------------------------------------------------------------- | ------------------------------------------------ | ---------- |
| أفريقيا (الأرقام القياسية)                                       | ماري جوزيه تا لو (ساحل العاج)                    | 10.72      |
| آسيا (الأرقام القياسية)                                          | لي شيويمي (الصين)                                | 10.79      |
| أوروبا (الأرقام القياسية)                                        | كرستين أرون (فرنسا)                              | 10.73      |
| أمريكا الشمالية والوسطى ومنطقة البحر الكاريبي (الأرقام القياسية) | فلورنس غريفيث جوينر (الولايات المتحدة الأمريكية) | 10.49 ر.ع  |
| أوقيانوسيا (السجلات)                                             | زوي هوبز (نيوزيلندا)                             | 10.96      |
| أمريكا الجنوبية (السجلات)                                        | روزانغيلا سانتوس (البرازيل)                      | 10.91      |

## التأهيل
بالنسبة لسباق 100 متر للسيدات، كانت فترة التأهيل بين 1 يوليو 2023 و30 يونيو 2024.[14] تأهل 48 رياضيًا للحدث، بحد أقصى ثلاثة رياضيين لكل دولة، من خلال الركض بسرعة دخول 11.07 ثانية أو أسرع أو حسب تصنيف ألعاب القوى العالمي لهذا الحدث. بالإضافة إلى ذلك، تم منح أماكن عالمية للجان الأولمبية الوطنية التي لم تتأهل رياضيين في أي حدث آخر.

### الدور التمهيدي
أقيمت الجولة التمهيدية في 2 أغسطس، بدءًا من الساعة 10:35 (UTC+2) صباحًا. يتأهل أول 3 في كل جولة (Q) وأسرع 5 تصفيات (q) إلى الجولة 1.

#### التصفيات الأولى
نتائج جولة التصفيات الأولى التأهيلية لنهائي سباق 100 متر للسيدات. انطلقت منافسات ألعاب القوى في أولمبياد باريس يوم الجمعة بعدد من الأحداث، بما في ذلك الجولة الأولى من سباق 100 متر للسيدات. كانت هناك لحظة مخيفة خلال أول جولة في اليوم عندما انهارت لوسيا موريس المتسابقة في المسار الأول من جنوب السودان بعد حوالي 70 مترًا من بداية السباق. بمثابة تذكير ملهم بالفضائل الأولمبية الأساسية المتمثلة في الوحدة والروح الرياضية وبينما كانت موريس ترقد على الأرض وتصرخ من الألم بسبب إصابة في ساقها، ركضت سيلينا فا أفهاي من لاوس، التي سجلت 12.45 ثانية وهو أفضل رقم شخصي لها هذا الموسم واحتلت المركز السادس في التصفيات، للاطمئنان عليها. وأشارت فا أفهاي إلى المتخصصين الطبيين وبقيت مع موريس حتى نقل منافستها، على الرغم من انتهاء أولمبيادهما بالجولة الأولى من اليوم الأول من منافساتهما. مثلت السيدتين بلديهما للمرة الثانية على التوالي في الأولمبياد. وكلاهما كانتا حاملتي علم بلديهما في عام 2021.
عادت فالنتينا ميريدوفا أيضا من تركمانستان لمراقبة موريس. واحتلت ميريدوفا المركز الرابع في التصفيات لتتأهل إلى الجولة التالية.
| المركز             | المسار             | الرياضية            | البلد              | الوقت         | ملاحظات       |
| ------------------ | ------------------ | ------------------- | ------------------ | ------------- | ------------- |
| 1                  | 4                  | نتاشا نغوي أكامابي  | جمهورية الكونغو    | 11.34         | Q             |
| 2                  | 5                  | أليساندرا جاسباريلي | سان مارينو         | 11.62         | Q             |
| 3                  | 8                  | زينيا هيبرت         | باراغواي           | 11.77         | Q             |
| 4                  | 3                  | فالنتينا ميريدوفا   | تركمانستان         | 12.01         | q, SB         |
| 5                  | 9                  | سميرة أوالي بوبكر   | النيجر             | 12.06         | PB            |
| 6                  | 2                  | سيلينا فا أفاي      | لاوس               | 12.45         | SB            |
| 7                  | 6                  | سيدني فرانسيسكو     | بالاو              | 13.15         |               |
| 8                  | 7                  | سلام أحمدي          | موريتانيا          | 13.71         | PB            |
|                    | 1                  | لوسيا موريس         | جنوب السودان       | DNF           |               |
| اتجاه وسرعة الرياح | اتجاه وسرعة الرياح | اتجاه وسرعة الرياح  | اتجاه وسرعة الرياح | 0.0 متر/ثانية | 0.0 متر/ثانية |

#### التصفيات الثانية
نتائج جولة التصفيات الثانية التأهيلية لنهائي سباق 100 متر للسيدات.
| المركز             | المسار             | الرياضية               | البلد                    | الوقت         | ملاحظات       |
| ------------------ | ------------------ | ---------------------- | ------------------------ | ------------- | ------------- |
| 1                  | 7                  | تران ثي نهي ين         | فيتنام                   | 11.81         | Q             |
| 2                  | 6                  | هالي هازارد            | غرينادا                  | 11.88         | Q             |
| 3                  | 4                  | تشانغ بو يا            | تايبيه الصينية           | 11.99         | Q             |
| 4                  | 5                  | ريجين توجادي           | غوام                     | 12.02         | q             |
| 5                  | 2                  | ليكا خارتشيلافا        | جورجيا                   | 12.37         |               |
| 6                  | 9                  | فايقة رياض             | باكستان                  | 12.49         | PB            |
| 7                  | 8                  | مزون العلوي            | سلطنة عمان               | 12.58         | SB            |
| 8                  | 3                  | فيلوميناليونيسا إيكوبو | ساموا الأمريكية          | 12.78         | NR            |
| 9                  | 1                  | مريم كريم              | الإمارات العربية المتحدة | 13.26         | PB            |
| اتجاه وسرعة الرياح | اتجاه وسرعة الرياح | اتجاه وسرعة الرياح     | اتجاه وسرعة الرياح       | 0.0 متر/ثانية | 0.0 متر/ثانية |

#### التصفيات الثالثة
نتائج جولة التصفيات الثالثة التأهيلية لنهائي سباق 100 متر للسيدات.
| المركز             | المسار             | الرياضية           | البلد               | الوقت          | ملاحظات        |
| ------------------ | ------------------ | ------------------ | ------------------- | -------------- | -------------- |
| 1                  | 9                  | غوريت سيميدو       | ساو تومي وبرينسيب   | 11.44          | Q              |
| 2                  | 6                  | غوادالوبي توريز    | بوليفيا             | 11.60          | Q              |
| 3                  | 2                  | ليوني بيو          | بابوا غينيا الجديدة | 11.63          | Q, PB          |
| 4                  | 1                  | ماريا كارمونا      | نيكاراغوا           | 11.88          | q, NR          |
| 5                  | 7                  | سافياتو أكوافيفا   | غينيا               | 11.97          | q, NR          |
| 6                  | 5                  | كلو ديفيد          | فانواتو             | 12.44          | PB             |
| 7                  | 3                  | شهد أشرف           | قطر                 | 12.53          | PB             |
| 8                  | 4                  | أليسار يوسف        | سوريا               | 12.93          | PB             |
| 9                  | 8                  | كاميا يوسفي        | أفغانستان           | 13.42          |                |
| اتجاه وسرعة الرياح | اتجاه وسرعة الرياح | اتجاه وسرعة الرياح | اتجاه وسرعة الرياح  | +1.1 متر/ثانية | +1.1 متر/ثانية |

#### التصفيات الرابعة
نتائج جولة التصفيات الرابعة التأهيلية لنهائي سباق 100 متر للسيدات.
| المركز             | المسار             | الرياضية           | البلد              | الوقت          | ملاحظات        |
| ------------------ | ------------------ | ------------------ | ------------------ | -------------- | -------------- |
| 1                  | 9                  | زهريا أليرز ليبورد | سانت كيتس ونيفيس   | 11.73          | Q              |
| 2                  | 8                  | أسيمني سيمواكا     | مالاوي             | 11.78          | Q              |
| 3                  | 6                  | مارياندري شاكون    | غواتيمالا          | 11.90          | Q              |
| 4                  | 1                  | جورجينا سيساي      | سيراليون           | 11.99          | q              |
| 5                  | 5                  | ناعومي أكاكبو      | توغو               | 12.34          | PB             |
| 6                  | 7                  | ماري شارلوت غاستو  | موناكو             | 12.41          | PB             |
| 7                  | 2                  | سيفورا آدا إيتو    | غينيا الاستوائية   | 13.63          | PB             |
| 8                  | 4                  | تيماليني ماناتوا   | توفالو             | 14.04          | PB             |
| 9                  | 3                  | شارون فيريسوا      | جزر سليمان         | 14.31          | PB             |
| اتجاه وسرعة الرياح | اتجاه وسرعة الرياح | اتجاه وسرعة الرياح | اتجاه وسرعة الرياح | +0.2 متر/ثانية | +0.2 متر/ثانية |

### الجولة الأول
أقيمت الجولة الأول في 2 أغسطس، بدءًا من الساعة 11:50 (UTC+2) صباحًا. يتأهل أول 3 في كل جولة (Q) وأسرع 3 تصفيات (q) إلى الدور نصف النهائي.

#### التصفيات الأولى
نتائج جولة التصفيات الأولى لنهائي سباق 100 متر للسيدات.
| المركز             | المسار             | الرياضية               | البلد              | الوقت          | ملاحظات        |
| ------------------ | ------------------ | ---------------------- | ------------------ | -------------- | -------------- |
| 1                  | 6                  | شاكاري ريتشاردسون      | الولايات المتحدة   | 10.94          | Q              |
| 2                  | 8                  | باتريسيا فان دير ويكين | لوكسمبورغ          | 11.14          | Q              |
| 3                  | 7                  | بري ماسترز             | أستراليا           | 11.26          | Q, SB          |
| 4                  | 5                  | جاكلين مادوغو          | كندا               | 11.27          |                |
| 5                  | 3                  | لورين دوركاس بازولو    | البرتغال           | 11.38          |                |
| 6                  | 9                  | تريستان إيفيلين        | باربادوس           | 11.55          |                |
| 7                  | 4                  | تران ثي نهي ين         | فيتنام             | 11.79          |                |
| 8                  | 1                  | أسيمني سيمواكا         | مالاوي             | 11.91          |                |
| 9                  | 2                  | ثيلما ديفيز            | ليبيريا            | 12.05          |                |
| اتجاه وسرعة الرياح | اتجاه وسرعة الرياح | اتجاه وسرعة الرياح     | اتجاه وسرعة الرياح | +0.1 متر/ثانية | +0.1 متر/ثانية |

#### التصفيات الثانية
نتائج جولة التصفيات الثانية لنهائي سباق 100 متر للسيدات.
| المركز             | المسار             | الرياضية           | البلد              | الوقت          | ملاحظات        |
| ------------------ | ------------------ | ------------------ | ------------------ | -------------- | -------------- |
| 1                  | 9                  | جوليان ألفريد      | سانت لوسيا         | 10.95          | Q              |
| 2                  | 6                  | زوي هوبز           | نيوزيلندا          | 11.08          | Q, SB          |
| 3                  | 2                  | زينب دوسو          | إيطاليا            | 11.30          | Q              |
| 4                  | 4                  | ميشيل-لي أهي       | ترينيداد وتوباغو   | 11.33          |                |
| 5                  | 8                  | يونيسليدي غارسيا   | كوبا               | 11.37          |                |
| 6                  | 1                  | غوريت سيميدو       | ساو تومي وبرينسيب  | 11.43          |                |
| 7                  | 5                  | أوليفيا فوتوبولو   | قبرص               | 11.50          |                |
| 8                  | 7                  | ديستيني سميث بارنت | ليبيريا            | 11.99          |                |
| 9                  | 3                  | جورجينا سيساي      | سيراليون           | 12.15          |                |
| اتجاه وسرعة الرياح | اتجاه وسرعة الرياح | اتجاه وسرعة الرياح | اتجاه وسرعة الرياح | -0.8 متر/ثانية | -0.8 متر/ثانية |

#### التصفيات الثالثة
نتائج جولة التصفيات الثالثة لنهائي سباق 100 متر للسيدات.
| المركز             | المسار             | الرياضية              | البلد              | الوقت          | ملاحظات        |
| ------------------ | ------------------ | --------------------- | ------------------ | -------------- | -------------- |
| 1                  | 3                  | داريل نيتا            | بريطانيا العظمى    | 10.92          | Q, SB          |
| 2                  | 9                  | ميليسا جيفرسون        | الولايات المتحدة   | 10.96          | Q              |
| 3                  | 4                  | بوغلاركا تاكاس        | المجر              | 11.10          | Q, NR          |
| 4                  | 5                  | كارولينا ماناسوفا     | جمهورية التشيك     | 11.11          | q, PB          |
| 5                  | 1                  | جيميما جوزيف          | فرنسا              | 11.13          |                |
| 6                  | 6                  | إيلا كونولي           | أستراليا           | 11.29          |                |
| 7                  | 8                  | ماجدالينا ستيفانوفيتش | بولندا             | 11.47          |                |
| 8                  | 2                  | غوادالوبي توريز       | بوليفيا            | 11.68          |                |
| 9                  | 7                  | تشانغ بو يا           | تايبيه الصينية     | 11.88          | SB             |
| اتجاه وسرعة الرياح | اتجاه وسرعة الرياح | اتجاه وسرعة الرياح    | اتجاه وسرعة الرياح | +1.5 متر/ثانية | +1.5 متر/ثانية |

#### التصفيات الرابعة
نتائج جولة التصفيات الرابعة لنهائي سباق 100 متر للسيدات.
| المركز             | المسار             | الرياضية              | البلد              | الوقت          | ملاحظات        |
| ------------------ | ------------------ | --------------------- | ------------------ | -------------- | -------------- |
| 1                  | 4                  | أودري ليدوك           | كندا               | 10.95          | Q, NR          |
| 2                  | 8                  | تيا كلايتون           | جامايكا            | 11.00          | Q              |
| 3                  | 1                  | إيماني لارا لانسيكو   | بريطانيا العظمى    | 11.10          | Q              |
| 4                  | 6                  | مابوندو كوني          | ساحل العاج         | 11.17          | =PB            |
| 5                  | 5                  | جوليا هنريكسون        | السويد             | 11.26          |                |
| 6                  | 9                  | جي منتشي              | الصين              | 11.45          |                |
| 7                  | 2                  | أليساندرا جاسباريلي   | سان مارينو         | 11.54          | NR             |
| 8                  | 3                  | فيتوريا كريستينا روزا | البرازيل           | 12.02          |                |
| 9                  | 7                  | سافياتو أكوافيفا      | غينيا              | 12.07          |                |
| اتجاه وسرعة الرياح | اتجاه وسرعة الرياح | اتجاه وسرعة الرياح    | اتجاه وسرعة الرياح | +1.2 متر/ثانية | +1.2 متر/ثانية |

#### التصفيات الخامسة
نتائج جولة التصفيات الخامسة لنهائي سباق 100 متر للسيدات.
| المركز             | المسار             | الرياضية             | البلد               | الوقت          | ملاحظات        |
| ------------------ | ------------------ | -------------------- | ------------------- | -------------- | -------------- |
| 1                  | 3                  | إيفا سوبودا          | بولندا              | 10.99          | Q, SB          |
| 2                  | 2                  | دينا آشر سميث        | بريطانيا العظمى     | 11.01          | Q              |
| 3                  | 5                  | روزماري تشوكووما     | نيجيريا             | 11.26          | Q              |
| 4                  | 6                  | آنا كارولينا أزيفيدو | البرازيل            | 11.32          |                |
| 5                  | 7                  | جيرالدين فراي        | سويسرا              | 11.34          |                |
| 6                  | 4                  | أنجيلا تينوريو       | الإكوادور           | 11.35          |                |
| 7                  | 8                  | فرزانه فصیحی         | إيران               | 11.51          |                |
| 8                  | 1                  | ليوني بيو            | بابوا غينيا الجديدة | 11.73          |                |
| 9                  | 9                  | مارياندري شاكون      | غواتيمالا           | 12.06          |                |
| اتجاه وسرعة الرياح | اتجاه وسرعة الرياح | اتجاه وسرعة الرياح   | اتجاه وسرعة الرياح  | +1.0 متر/ثانية | +1.0 متر/ثانية |

#### التصفيات السادسة
نتائج جولة التصفيات السادسة لنهائي سباق 100 متر للسيدات.
| المركز             | المسار             | الرياضية             | البلد              | الوقت          | ملاحظات        |
| ------------------ | ------------------ | -------------------- | ------------------ | -------------- | -------------- |
| 1                  | 5                  | توانيشا تيري         | الولايات المتحدة   | 11.15          | Q              |
| 2                  | 3                  | ساشالي فوربس         | جامايكا            | 11.19          | Q              |
| 3                  | 4                  | ليا برتراند          | ترينيداد وتوباغو   | 11.27          | Q              |
| 4                  | 1                  | سالومي كورا ‏         | سويسرا             | 11.35          |                |
| 5                  | 6                  | سيسيليا تامايو غارزا | المكسيك            | 11.39          |                |
| 6                  | 8                  | فيكتوريا فورستر      | سلوفاكيا           | 11.44          | SB             |
| 7                  | 7                  | لوتا كيمبينين        | فنلندا             | 11.56          |                |
| 8                  | 2                  | زهريا أليرز ليبورد   | سانت كيتس ونيفيس   | 11.89          |                |
| 9                  | 9                  | ماريا كارمونا        | نيكاراغوا          | 12.00          |                |
| اتجاه وسرعة الرياح | اتجاه وسرعة الرياح | اتجاه وسرعة الرياح   | اتجاه وسرعة الرياح | -0.4 متر/ثانية | -0.4 متر/ثانية |

#### التصفيات السابعة
نتائج جولة التصفيات السابعة لنهائي سباق 100 متر للسيدات.
| المركز             | المسار             | الرياضية           | البلد              | الوقت          | ملاحظات        |
| ------------------ | ------------------ | ------------------ | ------------------ | -------------- | -------------- |
| 1                  | 1                  | جينا باس           | غامبيا             | 11.01          | Q              |
| 2                  | 4                  | موجينجا كامبوندجي  | سويسرا             | 11.05          | Q              |
| 3                  | 6                  | ديلفين نكانسا      | بلجيكا             | 11.20          | Q, =PB         |
| 4                  | 5                  | بولينيكي إمانويدو  | اليونان            | 11.25          |                |
| 5                  | 7                  | ريبيكا هاس         | ألمانيا            | 11.28          |                |
| 6                  | 3                  | تيما جودبلس        | نيجيريا            | 11.33          |                |
| 7                  | 8                  | شانتي بيريرا       | سنغافورة           | 11.63          |                |
| 8                  | 2                  | هالي هازارد        | غرينادا            | 11.70          |                |
| 9                  | 9                  | زينيا هيبرت        | باراغواي           | 11.82          |                |
| اتجاه وسرعة الرياح | اتجاه وسرعة الرياح | اتجاه وسرعة الرياح | اتجاه وسرعة الرياح | -0.2 متر/ثانية | -0.2 متر/ثانية |

#### التصفيات الثامنة
نتائج جولة التصفيات الثامنة لنهائي سباق 100 متر للسيدات.

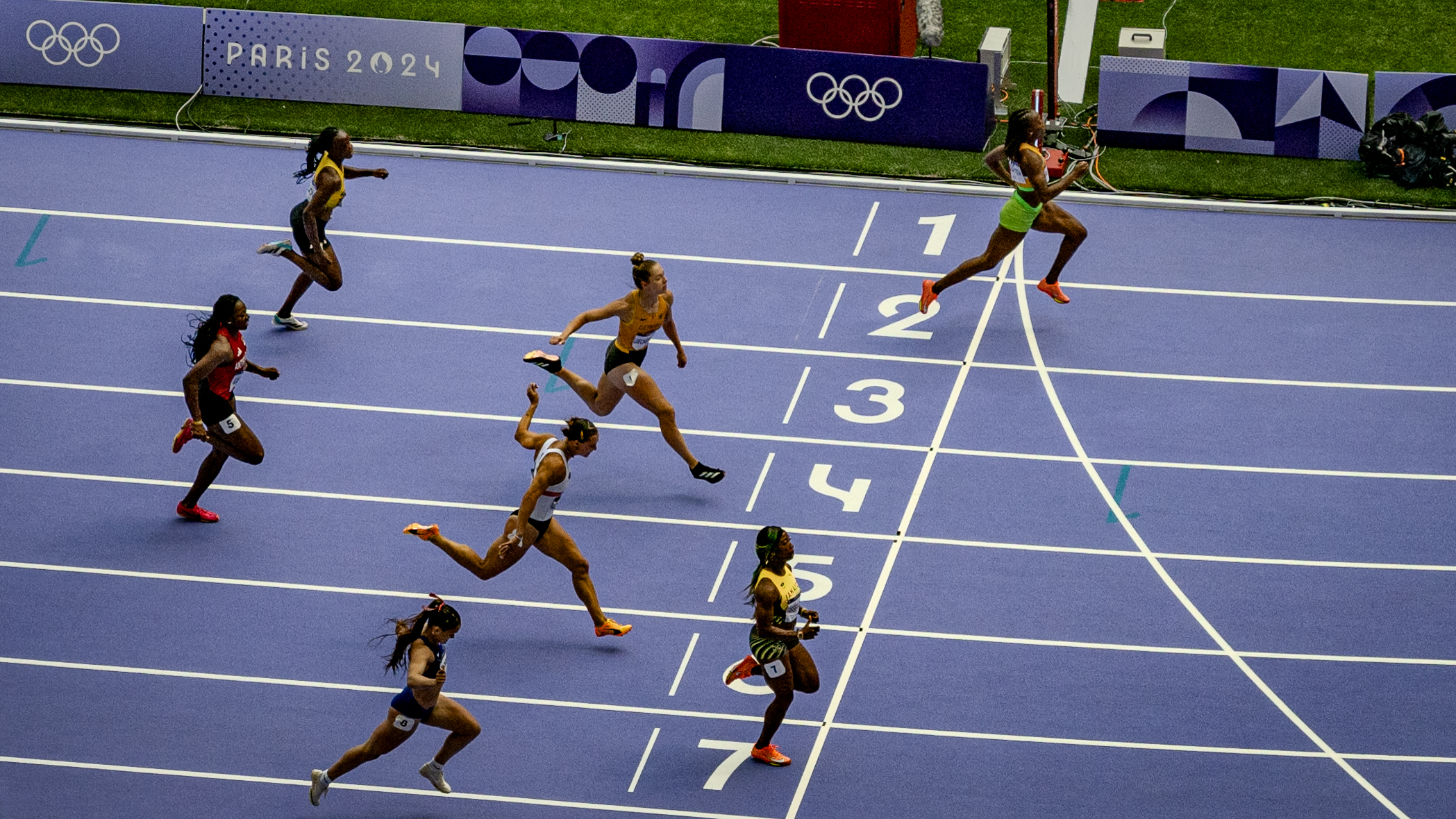
جولة التصفيات الثامنة لنهائي سباق 100 متر للسيدات

| المركز             | المسار             | الرياضية           | البلد              | الوقت          | ملاحظات        |
| ------------------ | ------------------ | ------------------ | ------------------ | -------------- | -------------- |
| 1                  | 2                  | ماري جوزيه تا لو   | ساحل العاج         | 10.87          | Q, SB          |
| 2                  | 7                  | شيلي آن فريزر      | جامايكا            | 10.92          | Q              |
| 3                  | 4                  | جينا لوكنكيمبر     | ألمانيا            | 11.08          | Q              |
| 4                  | 6                  | راني روسيوس        | بلجيكا             | 11.10          | q, PB          |
| 5                  | 8                  | غلاديمار توريس     | بورتوريكو          | 11.12          | q, NR          |
| 6                  | 3                  | نتاشا نغوي         | جمهورية الكونغو    | 11.36          |                |
| 7                  | 5                  | جويلا لويد         | أنتيغوا وباربودا   | 11.37          |                |
| 8                  | 1                  | ريجين توجادي       | غوام               | 11.87          |                |
| 9                  | 9                  | فالنتينا ميريدوفا  | تركمانستان         | 11.95          | SB             |
| اتجاه وسرعة الرياح | اتجاه وسرعة الرياح | اتجاه وسرعة الرياح | اتجاه وسرعة الرياح | +0.8 متر/ثانية | +0.8 متر/ثانية |

### الدور نصف النهائي
أقيمت مباريات الدور نصف النهائي في 3 أغسطس، بدءًا من الساعة 19:50 (UTC+2) في المساء. يتأهل أول متسابقين في كل جولة (Q) وأسرع متسابقين في الجولة التالية (q) إلى النهائي.

#### نصف النهائي الأول
نتائج جولة نصف النهائي الأولى المؤهلة لنهائي سباق 100 متر للسيدات.
| المركز             | المسار             | الرياضية           | البلد              | الوقت          | ملاحظات        |
| ------------------ | ------------------ | ------------------ | ------------------ | -------------- | -------------- |
| 1                  | 4                  | ميليسا جيفرسون     | الولايات المتحدة   | 10.99          | Q              |
| 2                  | 7                  | ماري جوزيه تا لو   | ساحل العاج         | 11.01          | Q              |
| 3                  | 8                  | موجينجا كامبوندجي  | سويسرا             | 11.05          | q              |
| 4                  | 6                  | إيفا سوبودا        | بولندا             | 11.08          |                |
| 5                  | 5                  | دينا آشر سميث      | بريطانيا العظمى    | 11.10          |                |
| 6                  | 3                  | ساشالي فوربس       | جامايكا            | 11.20          |                |
| 7                  | 9                  | بوغلاركا تاكاس     | المجر              | 11.26          |                |
| 8                  | 2                  | راني روسيوس        | بلجيكا             | 11.29          |                |
| 9                  | 1                  | زينب دوسو          | إيطاليا            | 11.34          |                |
| اتجاه وسرعة الرياح | اتجاه وسرعة الرياح | اتجاه وسرعة الرياح | اتجاه وسرعة الرياح | +0.1 متر/ثانية | +0.1 متر/ثانية |

#### نصف النهائي الثاني
نتائج جولة نصف النهائي الثاني المؤهلة لنهائي سباق 100 متر للسيدات.
| المركز             | المسار             | الرياضية               | البلد              | الوقت          | ملاحظات        |
| ------------------ | ------------------ | ---------------------- | ------------------ | -------------- | -------------- |
| 1                  | 6                  | جوليان ألفريد          | سانت لوسيا         | 10.84          | Q              |
| 2                  | 7                  | شاكاري ريتشاردسون      | الولايات المتحدة   | 10.89          | Q              |
| 3                  | 4                  | جينا باس               | غامبيا             | 11.10          |                |
| 4                  | 8                  | باتريسيا فان دير ويكين | لوكسمبورغ          | 11.13          |                |
| 5                  | 3                  | إيماني لارا لانسيكو    | بريطانيا العظمى    | 11.21          |                |
| 6                  | 9                  | غلاديمار توريس         | بورتوريكو          | 11.33          |                |
| 7                  | 2                  | بري ماسترز             | أستراليا           | 11.34          |                |
| 8                  | 1                  | روزماري تشوكووما       | نيجيريا            | 11.39          |                |
|                    | 5                  | شيلي آن فريزر          | جامايكا            | DNS            |                |
| اتجاه وسرعة الرياح | اتجاه وسرعة الرياح | اتجاه وسرعة الرياح     | اتجاه وسرعة الرياح | -0.1 متر/ثانية | -0.1 متر/ثانية |

#### نصف النهائي الثالث
نتائج جولة نصف النهائي الثالث المؤهلة لنهائي سباق 100 متر للسيدات.
| المركز             | المسار             | الرياضية           | البلد              | الوقت          | ملاحظات        |
| ------------------ | ------------------ | ------------------ | ------------------ | -------------- | -------------- |
| 1                  | 6                  | تيا كلايتون        | جامايكا            | 10.89          | Q              |
| 2                  | 4                  | داريل نيتا         | بريطانيا العظمى    | 10.97          | Q              |
| 3                  | 7                  | توانيشا تيري       | الولايات المتحدة   | 11.07          | q              |
| 4                  | 8                  | جينا لوكنكيمبر     | ألمانيا            | 11.09          |                |
| 5                  | 5                  | أودري ليدوك        | كندا               | 11.10          |                |
| 6                  | 3                  | زوي هوبز           | نيوزيلندا          | 11.13          |                |
| 7                  | 9                  | ديلفين نكانسا      | بلجيكا             | 11.28          |                |
| 8                  | 2                  | كارولينا ماناسوفا  | جمهورية التشيك     | 11.35          |                |
| 9                  | 1                  | ليا برتراند        | ترينيداد وتوباغو   | 11.37          |                |
| اتجاه وسرعة الرياح | اتجاه وسرعة الرياح | اتجاه وسرعة الرياح | اتجاه وسرعة الرياح | +0.2 متر/ثانية | +0.2 متر/ثانية |

### النهائي
أقيمت المباراة النهائية في 3 أغسطس، بدءًا من الساعة 21:20 (UTC+2) في المساء.
| المركز | المسار | الرياضي           | البلد            | الوقت | ملاحظات |
| ------ | ------ | ----------------- | ---------------- | ----- | ------- |
| الأول  | 6      | جوليان ألفريد     | سانت لوسيا       | 10.72 | NR      |
| الثاني | 7      | شاكاري ريتشاردسون | الولايات المتحدة | 10.87 |         |
| الثالث | 5      | ميليسا جيفرسون    | الولايات المتحدة | 10.92 |         |
| 4      | 8      | داريل نيتا        | بريطانيا العظمى  | 10.96 |         |
| 5      | 9      | توانيشا تيري      | الولايات المتحدة | 10.97 |         |
| 6      | 2      | موجينجا كامبوندجي | سويسرا           | 10.99 |         |
| 7      | 4      | تيا كلايتون       | جامايكا          | 11.04 |         |
| 8      | 3      | ماري جوزيه تا لو  | ساحل العاج       | 13.84 |         |